# Amaros (anjo)
Armârôs (Aramaico: תרמני, Grego: Αρεαρώς) foi o décimo primeiro em uma lista de 20 anjos líderes de um um grupo de 200 anjos caídos, chamados de Grigori ou "vigilantes" no Livro de Enoque. O nome significa "aquele maldito" ou "maldito". O nome Armaros é uma espécie de corrupção grega do nome que em aramaico deve ser "Armoni", este é o possível nome original. Michael Knibb, Professor de estudos do Antigo testamento no King's College London, lista seu nome como significando "Aquele de Hermon".
| “ | "7Então eles juraram todos juntos, e todos se amarraram (ou uniram) por mútuo juramento. Todo seu número era duzentos, os quais descendiam de Ardis (Ou, "nos dias de Jared" .). o qual é o topo do monte Armon. 8Aquele monte portanto foi chamado Armon(Monte Hermon), porque eles tinham jurado sobre ele, e amarraram-se por mútuo juramento."- Livro de Enoque, 7, 7-8 | ” |